# Leptomyxida
Leptomyxida is een orde in de taxonomische indeling van de Amoebozoa. Deze micro-organismen hebben geen vaste vorm en hebben schijnvoetjes. Met deze schijnvoetjes kunnen ze voortbewegen en zich voeden.

## Families
De orde bestaat uit de volgende families:
- Flabellulidae
- Leptomyxidae